# Тома Геннадій Леонідович
Генна́дій Леоні́дович Тома (1973—2014) — солдат Збройних сил України, учасник російсько-української війни.

## Життєпис
Народився 1973 року в селі Таранівка Зміївського району Харківської області. Закінчив школу в Таранівці, в 1988 році вступив до технікуму торговлі — де вивчав холодильно-компресорні установки. Після закінчення технікуму з відзнакою пішов служити в армію за призовом; служив у Львівській области в наземних підрозділах ВПС. Після демобілізації працював на заводі, пізніше — на різних роботах, їздив на заробітки, працював на будівництві; створив інтернет-магазин, займався підприємницькою діяльністю. Проживав у селі Шелестове.
У лавах ЗСУ з 5 червня 2014 року; кулеметник, 24-й батальйон територіальної оборони «Айдар».
21 липня 2014-го загинув при виконанні бойового завдання під Луганськом. Тоді ж полягли Микола Корольков, Олег Михайлов, Володимир Муха та Павло Ящук.
Похований у селі Шелестове Коломацького району.
Без Геннадія лишились дружина Наталія та дві доньки (1996 й 1999 р.н.)

## Нагороди
За особисту мужність і героїзм, виявлені у захисті державного суверенітету та територіальної цілісності України, вірність військовій присязі під час російсько-української війни
- нагороджений орденом «За мужність» III ступеня (26.2.2015, посмертно).
- нагрудним знаком «За оборону Луганського аеропорту» (посмертно).
- недержавною нагородою — орденом «За вірність присязі» (посмертно).

## Вшанування пам'яті
У рідному селі Таранівка на фасаді школи 2015 року відкрито меморіальну дошку.